# جون برستون (صحفي)
جون برستون (بالإنجليزية: Jon Preston)‏ هو صحفي نيوزلندي، ولد في 15 نوفمبر 1967 في دنيدن في نيوزيلندا.

## وصلات خارجية
- جون برستون على موقع دوري الرغبي الممتاز (الإنجليزية)
- جون برستون عل موقع إسبنسكروم (الإنجليزية)
- جون برستون على موقع ItsRugby.co.uk (الإنجليزية)